# هوف كريك
هوف كريك (بالإنجليزية: Huff Creek) هو أحد روافد نهر غاياندوت ويقع في جنوب ولاية فيرجينيا الغربية في الولايات المتحدة. يبلغ طوله حوالي 21.2 ميلًا (34.1 كيلومترًا)، ويشكّل جزءًا من شبكة تصريف نهر المسيسيبي، عبر نهري غاياندوت وأوهايو.

## الجغرافيا
يُصنّف هوف كريك ضمن منطقة الهضاب غير الجليدية في هضبة أليغيني، ويمر عبر مناطق ريفية في مقاطعة لوغان. تبلغ مساحة مستجمعات المياه التي يُغطيها نحو 52 ميلًا مربعًا (130 كم²).

## التاريخ
سُمّي الجدول باسم بيتر هوف، وهو أحد المستوطنين الأوائل في المنطقة، والذي يُعتقد أنه عاش بالقرب من ضفاف الجدول خلال أوائل القرن التاسع عشر.

## البيئة والاستخدامات
تُستخدم مياه هوف كريك لأغراض محلية وزراعية محدودة في المنطقة، كما يُعد الجدول موطنًا لمجموعة متنوعة من الأسماك المحلية، ما يجعله مقصدًا لهواة الصيد في المناطق الريفية.